# FC Portus Pforzheim
Der FC Portus Pforzheim (offiziell: Futsal Club Portus e.V.) ist ein Futsalverein aus Pforzheim in Baden-Württemberg. Die erste Mannschaft wurde im Jahre 2010 Dritter beim DFB-Futsal-Cup, der deutschen Meisterschaft im Futsal.

## Geschichte
Der Verein wurde am 10. Juli 2005 gegründet. Gleich in seiner ersten Saison wurde der FC Portus Badischer Meister und konnte diesen Titel in den Jahren 2008 und 2009 erneut gewinnen. In den Jahren 2008 und 2010 wurden die Pforzheimer jeweils Süddeutscher Meister und qualifizierten sich damit beide Male für den DFB-Futsal-Cup. Dort wurde die Mannschaft 2008 Vierter, nachdem das Team im Sechsmeterschießen des Spiels um Platz drei am VfV 06 Hildesheim gescheitert war. Zwei Jahre später konnten sich die Pforzheimer revanchieren und gewannen das Spiel um Platz drei gegen Hildesheim mit 6:4. Im Jahre 2015 gehörte der FC Portus zu den Gründungsmitgliedern der Regionalliga Süd und qualifizierte sich als Vizemeister hinter dem TSV Weilimdorf für die Deutsche Meisterschaft. Dort scheiterten die Pforzheimer in der Vorrunde am späteren Vizemeister FC Liria Berlin.

## Persönlichkeiten
- Timo di Giorgio

## Erfolge
- 3. Platz beim DFB-Futsal-Cup: 2010
- Süddeutscher Futsal-Meister: 2008, 2010, 2015
- Süddeutscher Cup-Sieger: 2016
- Badischer Futsal-Meister: 2006, 2008, 2009